# Pinokio

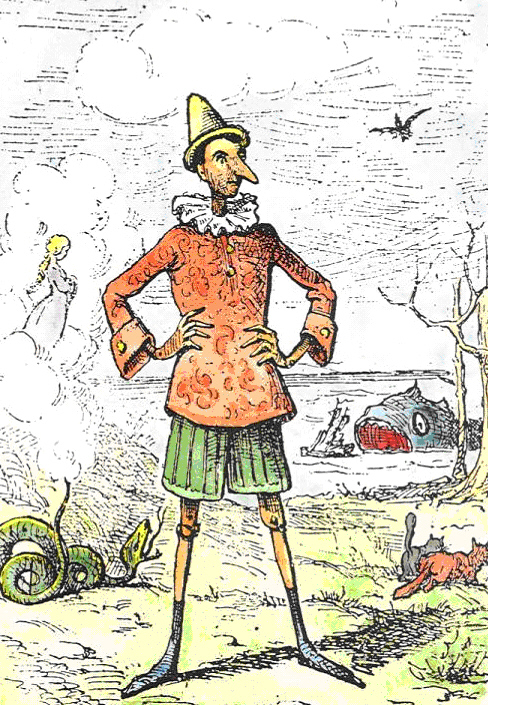
Ilustracja Enrica Mazzantiego do pierwszego wydania powieści Pinokio

Pinokio (wł. Pinocchio) – postać fikcyjna stworzona przez Carla Collodiego, autora powieści Pinokio (Le avventure di Pinocchio), która ukazywała się w odcinkach w latach 1881–1883. Pinokio jest też bohaterem licznych teatralnych i filmowych ekranizacji oraz ich sequeli.

## Charakterystyka Pinokia
Pinokio jest drewnianym pajacem, który jednak może mówić i ruszać się. Odczuwa też głód, choroby i ludzkie słabości. Podobnie jak człowiek musi w życiu podejmować wybory. Jeśli są one złe, ponosi karę, a dobre są wynagradzane. Cechą charakterystyczną Pinokia jest nos, który wydłuża się, kiedy Pinokio kłamie. Pod koniec książki Pinokio w nagrodę za dobre postępowanie staje się prawdziwym chłopcem.

## Życiorys
Pinokio był drewnianym pajacykiem, którego wystrugał z magicznego drewna lalkarz Gepetto. Majster był stary i samotny. Pragnął mieć syna. Chłopiec wystrugany z drewna niespodziewanie ożył. Majster bardzo się ucieszył, jednak od pierwszych chwil powołania do życia Pinokio jest krnąbrnym, leniwym i nieposłusznym dzieckiem. Sprawia ojcu wiele zmartwień, a ten niewiele może zrobić z racji wieku. Gepetto, a także jego przyjaciele Wróżka o Błękitnych Włosach i Mówiący Świerszcz starają się go wychować i przekonać, by był dobrym i posłusznym dzieckiem. Jednak Pinokio spotyka na swojej drodze także osoby niegodziwe, które namawiają go do złych rzeczy – takie jak Lis i Kot czy kolega z klasy Knot. Początkowo daje się im zwieść i schodzi na złą drogę. Ponosi za to jednak kary (traci złote monety, zamienia się w osła bo uwierzył w istnienie krainy, gdzie można się tylko bawić). Ostatecznie jednak zaczyna rozumieć, jakim był egoistą i kto naprawdę jest mu życzliwy. Po wielu dramatycznych przygodach powraca do ojca i Niebieskiej Wróżki i staje się dobrym pajacykiem.
W nagrodę za tę przemianę spełnione zostaje jego marzenie: staje się prawdziwym człowiekiem.

## Nawiązania w kulturze
Postać Pinokia wielokrotnie pojawiała się w teatrze i filmie. Jedną z ekranizacji powieści powstała w wytwórni filmowej Disney. Ponadto w oparciu o książkę powstała m.in. baśń muzyczna Pinokio z muzyką Włodzimierza Korcza.
W 1905 roku Otto Julius Bierbaum w powieści Zäpfel Kerns Abenteuer umieścił postać lalki wzorowanej na Pinokiu, a w 1936 roku Aleksiej Nikołajewicz Tołstoj stworzył Buratina, również nawiązującego do Pinokia.
Włoski festiwal piosenki dziecięcej; Zecchino d’Oro, organizowany od 1959 roku, powstał z inspiracji powieścią, a struktura jego pierwszych edycji zbudowana była wprost w oparciu o treść książeczki. Jedna z piosenek, która brała udział w pierwszym Zecchino d’Oro, zatytułowana była "Lettera a Pinocchio" (List do Pinokia) i po czasy współczesne pozostaje jednym z najpopularniejszych i najbardziej znanych utworów w historii festiwalu. Wykonywana była często również przez dorosłych artystów, w tym, w wersji anglojęzycznej przez Binga Crosbiego.      
W 1983 powstała polska piosenka Witajcie w naszej bajce ze słowami Krzysztofa Gradowskiego na potrzeby filmu Akademia pana Kleksa. W tekście wymieniona została postać Pinokia: „Pinokio nam zaśpiewa”.
W 2011 roku Adam Horowitz i Edward Kitsis stworzyli serial „Dawno, dawno temu” (Once Upon a Time), w którym to Pinokio miał jedną z ważniejszych misji do spełnienia: zaopiekować się córką Śnieżki.

### Wybrane filmy i seriale z Pinokiem
- Le avventure di Pinocchio – włoski pełnometrażowy film animowany z 1936 roku
- Pinokio – amerykański pełnometrażowy film animowany z 1940 roku
- Pinokio w kosmosie – belgijsko-amerykański film animowany z 1965 roku
- Pinokio – japoński serial animowany z 1972 roku
- Pinokio – francusko-włosko-niemiecki film fabularny z 1972 roku
- Pinokio – japoński serial animowany z 1976 roku
- Pinokio i Władca Ciemności – amerykański pełnometrażowy film animowany z 1987 roku
- Skarbczyk najpiękniejszych bajek (Pinokio – odcinek 7) – japoński serial animowany z 1995 roku
- Pinokio – brytyjski film fabularny z 1996 roku
- Pinokio – włosko-francusko-niemiecki film fabularny z 2002 roku
- Pinokio, przygoda w przyszłości – francusko-hiszpańsko-kanadyjski film fabularny z 2004 roku z nową wersją historii Pinokia (ukazanego jako robota)
- Pinokio – opowieść o chłopcu z drewna – włosko-brytyjski dwuczęściowy film fabularny z 2008
- Pinokio – niemiecki film fabularny z 2013 roku
- Pinokio – włoski film fabularny z 2019 roku
- Pinokio i przyjaciele – włoski serial animowany z 2021 roku
- Pinokio. Prawdziwa historia – rosyjsko-węgierski film animowany z 2021 roku
- Czarodziejskie miasteczko Pinokia – włoskio-francuski serial animowany z 2022 roku
- Pinokio – film fabularny z 2022 roku
- Guillermo del Toro: Pinokio – film animowany z 2022 roku
- Pinokio – rumuńsko-francusko-angielski film animowany z 2023 roku